# Гнилица (средний приток Северского Донца)
Гнили́ца (укр. Гнили́ця) — река на Украине, протекает по Чугуевскому и Змиёвскому районам Харьковской области. Впадает в Северский Донец. Длина реки — 32 км. Площадь водосборного бассейна — 242 км². Уклон — 1,6 м/км.

## Течение
Берёт начало в Чугуевском районе восточнее села Михайловка, течёт на запад. Впадает в Северский Донец, южнее посёлка Мохнач, по левому берегу на 812-м километре.

## Населённые пункты
По порядку от истока к устью: Михайловка, Новая Гнилица, Граково, Ртищевка, Старая Гнилица, Скрипаи. Также в бассейне реки расположен пгт Чкаловское и село Гавриловка.